# Libanosemidalis hammanaensis
Libanosemidalis hammanaensis là một loài côn trùng trong họ Coniopterygidae thuộc bộ Neuroptera. Loài này được Azar et al. miêu tả năm 2000.